# فیوژن راکت

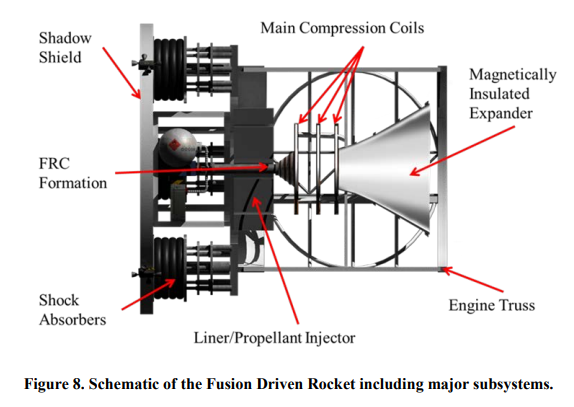
نمایی از شماتیک یک‌نوع فیوژن راکت شامل زیرسیستم‌های اصلی - ۲۰۱۲

فیوژن راکت یا موشک فیوژن یک طراحی نظری برای موشک است که توسط پیشرانه فیوژن رانده می‌شود و می‌تواند شتاب کارآمد و طولانی مدت در فضا را بدون نیاز به حمل سوخت فراهم کند. طراحی متکی به توسعه فناوری قدرت فیوژن فراتر از توانایی‌های فعلی و ساخت موشک‌های بسیار بزرگتر و پیچیده‌تر از هر فضاپیمای فعلی است. رآکتور کوچکتر و سبک‌تر فیوژن ممکن است در آینده امکان‌پذیر باشد که روشهای پیچیده تری برای کنترل سلول مغناطیسی و جلوگیری از بی‌ثباتی پلاسما ابداع شده باشد. هم‌جوشی محصورسازی لختی می‌تواند جایگزین سبک‌تر و فشرده تری را فراهم کند، همان‌طور که ممکن است یک موتور فیوژن بر اساس پیکربندی معکوس شده در این زمینه ارائه شود. پیشرانه پالس هسته ای فیوژن یک رویکرد برای استفاده از انرژی همجوشی هسته ای برای تأمین نیروی موشکی است.
البته این مطلب قدیمی است و در تاریخ یکشنبه ۳۱ ژانویه در سال ۲۰۲۱ دکتر فاطیما ابراهیمی فیزیکدان ایرانی دانشگاه پرینستن آمریکا که موشک فیوژن جدید اختراع کرده است که با استفاده از میدان مغناطیسی و شلیک ذرات پلاسما انسان را در کمتر از یک ماه به مریخ میرساند